# Manzana la Cantera
Manzana la Cantera är en ort i Mexiko.   Den ligger i kommunen Ocampo och delstaten Michoacán de Ocampo, i den södra delen av landet, 120 km väster om huvudstaden Mexico City. Manzana la Cantera ligger 2 805 meter över havet och antalet invånare är 674.
Terrängen runt Manzana la Cantera är bergig, och sluttar brant västerut. Runt Manzana la Cantera är det ganska tätbefolkat, med 222 invånare per kvadratkilometer. Närmaste större samhälle är Heróica Zitácuaro, 18,1 km söder om Manzana la Cantera. I omgivningarna runt Manzana la Cantera växer i huvudsak blandskog.